# Tour de Picardie 2014
La 68e édition du Tour de Picardie a eu lieu du 16 au 18 mai 2014. La course fait partie du calendrier UCI Europe Tour 2014 en catégorie 2.1.

## Présentation

### Équipes
Classé en catégorie 2.1 de l'UCI Europe Tour, le Tour de Picardie est par conséquent ouvert aux UCI ProTeams dans la limite de 50 % des équipes participantes, aux équipes continentales professionnelles, aux équipes continentales et à une équipe nationale française.
16 équipes participent à ce Tour de Picardie - 7 ProTeams, 6 équipes continentales professionnelles et 3 équipes continentales :
| Nom de l'équipe         | Pays       | Code |
| ----------------------- | ---------- | ---- |
| AG2R La Mondiale        | France     | ALM  |
| Astana                  | Kazakhstan | AST  |
| BMC Racing              | États-Unis | BMC  |
| Europcar                | France     | EUC  |
| FDJ.fr                  | France     | FDJ  |
| Giant-Shimano           | Pays-Bas   | GIA  |
| Omega Pharma-Quick Step | Belgique   | OPQ  |

| Nom de l'équipe         | Pays     | Code |
| ----------------------- | -------- | ---- |
| BigMat-Auber 93         | France   | BIG  |
| La Pomme Marseille 13   | France   | LPM  |
| Roubaix Lille Métropole | France   | RLM  |
| Wallonie-Bruxelles      | Belgique | WBC  |

| Nom de l'équipe              | Pays           | Code |
| ---------------------------- | -------------- | ---- |
| Bretagne-Séché Environnement | France         | BSE  |
| Cofidis                      | France         | COF  |
| MTN-Qhubeka                  | Afrique du Sud | MTN  |
| Topsport Vlaanderen-Baloise  | Belgique       | TSV  |
| Wanty-Groupe Gobert          | Belgique       | WGG  |

## Étapes
| Étape     | Date   | Villes étapes                           |  | Distance (km) | Vainqueur d’étape | Leader du classement général |
| --------- | ------ | --------------------------------------- |  | ------------- | ----------------- | ---------------------------- |
| 1re étape | 16 mai | Fort-Mahon-Plage – Estrées-Saint-Denis  |  | 191           | Bryan Coquard     | Bryan Coquard                |
| 2e étape  | 17 mai | Mouy – Beaurieux (Chemin des Dames)     |  | 176,5         | Arnaud Démare     | Arnaud Démare                |
| 3e étape  | 18 mai | Chamouille (Cap'Aisne) – Bray-sur-Somme |  | 170,5         | Arnaud Démare     | Arnaud Démare                |

## Déroulement de la course

### 1reétape
|    | Coureur           | Équipe                       |    | Temps           |
| -- | ----------------- | ---------------------------- | -- | --------------- |
| 1  | Bryan Coquard     | Europcar                     | en | 4 h 17 min 27 s |
| 2  | Arnaud Démare     | FDJ.fr                       | +  | m.t             |
| 3  | Ramon Sinkeldam   | Giant-Shimano                |    | m.t             |
| 4  | Gianni Meersman   | Omega Pharma-Quick Step      |    | m.t             |
| 5  | Kenneth Vanbilsen | Topsport Vlaanderen-Baloise  |    | m.t             |
| 6  | Jempy Drucker     | Wanty-Groupe Gobert          |    | m.t             |
| 7  | Fréderique Robert | Wanty-Groupe Gobert          |    | m.t             |
| 8  | Andrea Guardini   | Astana                       |    | m.t             |
| 9  | Romain Feillu     | Bretagne-Séché Environnement |    | m.t             |
| 10 | Rudy Barbier      | Roubaix Lille Métropole      |    | m.t             |

|    | Coureur           | Équipe                       |    | Temps           |
| -- | ----------------- | ---------------------------- | -- | --------------- |
| 1  | Bryan Coquard     | Europcar                     | en | 4 h 17 min 17 s |
| 2  | Arnaud Démare     | FDJ.fr                       | +  | 1 s             |
| 3  | Ramon Sinkeldam   | Giant-Shimano                |    | 6 s             |
| 4  | Nikolas Maes      | Omega Pharma-Quick Step      |    | 7 s             |
| 5  | Kenneth Vanbilsen | Topsport Vlaanderen-Baloise  |    | 8 s             |
| 6  | Gianni Meersman   | Omega Pharma-Quick Step      |    | 9 s             |
| 7  | Jempy Drucker     | Wanty-Groupe Gobert          |    | 10 s            |
| 8  | Fréderique Robert | Wanty-Groupe Gobert          |    | 10 s            |
| 9  | Andrea Guardini   | Astana                       |    | 10 s            |
| 10 | Romain Feillu     | Bretagne-Séché Environnement |    | 10 s            |

### 2eétape
|    | Coureur           | Équipe                       |    | Temps           |
| -- | ----------------- | ---------------------------- | -- | --------------- |
| 1  | Arnaud Démare     | FDJ.fr                       | en | 3 h 57 min 24 s |
| 2  | Ramon Sinkeldam   | Giant-Shimano                | +  | m.t             |
| 3  | Rudy Barbier      | Roubaix Lille Métropole      |    | 2 s             |
| 4  | Tom Van Asbroeck  | Topsport Vlaanderen-Baloise  |    | 2 s             |
| 5  | Kristian Sbaragli | MTN-Qhubeka                  |    | 2 s             |
| 6  | Romain Feillu     | Bretagne-Séché Environnement |    | 2 s             |
| 7  | Jempy Drucker     | Wanty-Groupe Gobert          |    | 2 s             |
| 8  | Justin Jules      | La Pomme Marseille 13        |    | 2 s             |
| 9  | Florian Sénéchal  | Cofidis                      |    | 2 s             |
| 10 | Edward Theuns     | Topsport Vlaanderen-Baloise  |    | 2 s             |

|    | Coureur           | Équipe                      |    | Temps           |
| -- | ----------------- | --------------------------- | -- | --------------- |
| 1  | Arnaud Démare     | FDJ.fr                      | en | 8 h 14 min 32 s |
| 2  | Ramon Sinkeldam   | Giant-Shimano               | +  | 9 s             |
| 3  | Bryan Coquard     | Europcar                    |    | 11 s            |
| 4  | Rudy Barbier      | Roubaix Lille Métropole     |    | 17 s            |
| 5  | Björn Leukemans   | Wanty-Groupe Gobert         |    | 18 s            |
| 6  | Nikolas Maes      | Omega Pharma-Quick Step     |    | 18 s            |
| 7  | Maxime Daniel     | AG2R La Mondiale            |    | 18 s            |
| 8  | Kenneth Vanbilsen | Topsport Vlaanderen-Baloise |    | 19 s            |
| 9  | Jempy Drucker     | Wanty-Groupe Gobert         |    | 20 s            |
| 10 | Gianni Meersman   | Omega Pharma-Quick Step     |    | 20 s            |

### 3eétape
|    | Coureur          | Équipe                       |    | Temps           |
| -- | ---------------- | ---------------------------- | -- | --------------- |
| 1  | Arnaud Démare    | FDJ.fr                       | en | 3 h 57 min 24 s |
| 2  | Ramon Sinkeldam  | Giant-Shimano                | +  | m.t             |
| 3  | Gianni Meersman  | Omega Pharma-Quick Step      |    | m.t             |
| 4  | Philippe Gilbert | BMC Racing                   |    | m.t             |
| 5  | Maxime Daniel    | AG2R La Mondiale             |    | m.t             |
| 6  | Erwann Corbel    | Bretagne-Séché Environnement |    | m.t             |
| 7  | Justin Jules     | La Pomme Marseille 13        |    | m.t             |
| 8  | Tim De Troyer    | Wanty-Groupe Gobert          |    | m.t             |
| 9  | Rudy Barbier     | Roubaix Lille Métropole      |    | m.t             |
| 10 | Florian Sénéchal | Cofidis                      |    | m.t             |

|    | Coureur           | Équipe                      |    | Temps            |
| -- | ----------------- | --------------------------- | -- | ---------------- |
| 1  | Arnaud Démare     | FDJ.fr                      | en | 11 h 59 min 57 s |
| 2  | Ramon Sinkeldam   | Giant-Shimano               | +  | 13 s             |
| 3  | Bryan Coquard     | Europcar                    |    | 21 s             |
| 4  | Gianni Meersman   | Omega Pharma-Quick Step     |    | 26 s             |
| 5  | Rudy Barbier      | Roubaix Lille Métropole     |    | 27 s             |
| 6  | Björn Leukemans   | Wanty-Groupe Gobert         |    | 28 s             |
| 7  | Nikolas Maes      | Omega Pharma-Quick Step     |    | 28 s             |
| 8  | Maxime Daniel     | AG2R La Mondiale            |    | 28 s             |
| 9  | Kévin Réza        | Europcar                    |    | 28 s             |
| 10 | Kenneth Vanbilsen | Topsport Vlaanderen-Baloise |    | 29 s             |

## Classements finals

### Classement général
|    | Cycliste          | Pays     | Équipe                      |    | Temps            |
| -- | ----------------- | -------- | --------------------------- | -- | ---------------- |
| 1  | Arnaud Démare     | France   | FDJ.fr                      | en | 11 h 59 min 57 s |
| 2  | Ramon Sinkeldam   | Pays-Bas | Giant-Shimano               | +  | 13 s             |
| 3  | Bryan Coquard     | France   | Europcar                    |    | 21 s             |
| 4  | Gianni Meersman   | Belgique | Omega Pharma-Quick Step     |    | 26 s             |
| 5  | Rudy Barbier      | France   | Roubaix Lille Métropole     |    | 27 s             |
| 6  | Björn Leukemans   | Belgique | Wanty-Groupe Gobert         |    | 28 s             |
| 7  | Nikolas Maes      | Belgique | Omega Pharma-Quick Step     |    | 28 s             |
| 8  | Maxime Daniel     | France   | AG2R La Mondiale            |    | 28 s             |
| 9  | Kévin Réza        | France   | Europcar                    |    | 28 s             |
| 10 | Kenneth Vanbilsen | Belgique | Topsport Vlaanderen-Baloise |    | 29 s             |

### Classements annexes
|   | Cycliste        | Équipe                  | Points |
| - | --------------- | ----------------------- | ------ |
| 1 | Arnaud Démare   | FDJ.fr                  | 45     |
| 2 | Ramon Sinkeldam | Giant-Shimano           | 33     |
| 3 | Gianni Meersman | Omega Pharma-Quick Step | 17     |

|   | Cycliste          | Équipe                | Points |
| - | ----------------- | --------------------- | ------ |
| 1 | Philippe Gilbert  | BMC Racing            | 13     |
| 2 | Tom Dumoulin      | Giant-Shimano         | 12     |
| 3 | Julien Antomarchi | La Pomme Marseille 13 | 4      |

| \| \| Équipe \| Pays \| \| Temps \| \| - \| --------------------------- \| -------- \| -- \| ---------------- \| \| 1 \| Wanty-Groupe Gobert \| Belgique \| en \| 36 h 01 min 24 s \| \| 2 \| Omega Pharma-Quick Step \| Belgique \| + \| m.t \| \| 3 \| Topsport Vlaanderen-Baloise \| Belgique \| \| m.t \| |                             |          |    |                  |
| | Équipe                      | Pays     |    | Temps            |
| 1 | Wanty-Groupe Gobert         | Belgique | en | 36 h 01 min 24 s |
| 2 | Omega Pharma-Quick Step     | Belgique | +  | m.t              |
| 3 | Topsport Vlaanderen-Baloise | Belgique |    | m.t              |

## Évolution des classements
| Étape              | Vainqueur          | Classement général | Classement par points | Classement de la montagne | Classement par équipes | Coureur le plus combatif |
| ------------------ | ------------------ | ------------------ | --------------------- | ------------------------- | ---------------------- | ------------------------ |
| 1                  | Bryan Coquard      | Bryan Coquard      | Bryan Coquard         | Philippe Gilbert          | Wanty-Groupe Gobert    | Tim Declercq             |
| 2                  | Arnaud Démare      | Arnaud Démare      | Arnaud Démare         | Tom Dumoulin              | FDJ.fr                 | Björn Leukemans          |
| 3                  | Arnaud Démare      | Arnaud Démare      | Arnaud Démare         | Philippe Gilbert          | Wanty-Groupe Gobert    | Gert Jõeäär              |
| Classements finals | Classements finals | Arnaud Démare      | Arnaud Démare         | Philippe Gilbert          | Wanty-Groupe Gobert    |                          |